# ハッブル分類

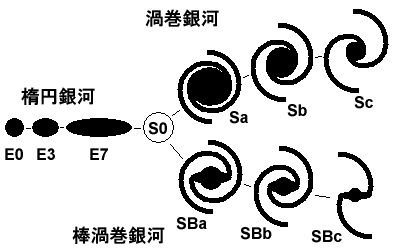
ハッブルの音叉図

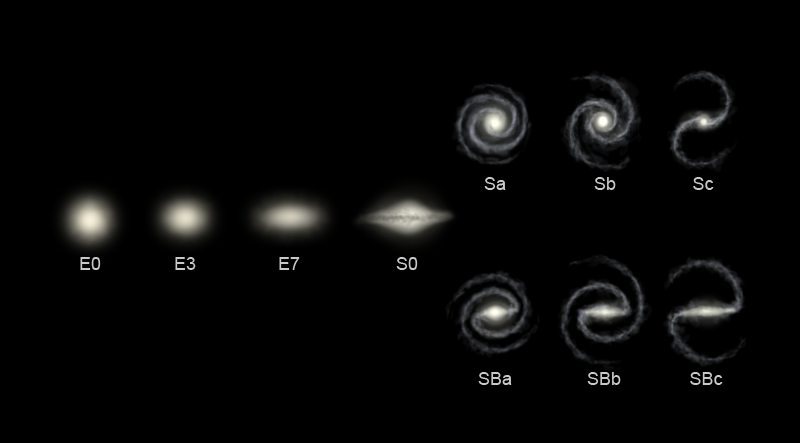

ハッブル分類（ハッブルぶんるい）は、銀河の形態分類方法の1つ。エドウィン・ハッブルが1926年に提唱した。
大きく分けると楕円銀河、レンズ状銀河、渦巻銀河、棒渦巻銀河と、どれにも当てはまらない不規則銀河がある。

## 銀河の分類

### 楕円銀河
単純な回転楕円体の形をしており、これといった内部構造のない銀河である。記号はE。扁平率によってさらに細分類されており、(1-短径/長径)を10倍した数字をEのあとにつける。つまり球形の銀河はE0となり、平たくなるに従って数字が大きくなっていく。長径と短径の比が約10:4、E7よりも扁平な楕円銀河は見つかっていない。

### 渦巻銀河
中央に回転楕円体の形状をしたバルジという部分があり、その周囲に円盤部（ディスク）をもつ銀河。ディスクの中には渦状腕が見られる。記号はS。渦状腕の巻き込み具合が最もきついものをSa、以下ゆるくなるに従いSb、Sc、…と表す。SaからScに向かうにつれて、ディスクに対するバルジの大きさの比が小さくなる。

### 棒渦巻銀河
バルジの部分が棒状の構造になっていて、その周囲に渦状腕をもつ銀河。記号はSB。渦巻銀河同様、巻き込み具合によってSBa、SBb、…と細分される。

### レンズ状銀河
バルジの構造はあるが、円盤部が認められない銀河。記号はS0。

### 不規則銀河
上記のいずれにも当てはまらない銀河。記号はI。

### 特異銀河
衝突している銀河によくみられる。正確には、ハッブル分類にはない種類である。

## ハッブルの音叉図
ハッブルはE0、E1、…と楕円銀河が進化し、レンズ状銀河を経て渦巻銀河と棒渦巻銀河に分化すると考えた。この模式図は音叉のような形をしているため、ハッブルの音叉図と呼ばれている。
しかしその後の研究により、楕円銀河より渦巻銀河の方が一般に回転が速いこと、渦巻銀河には星間ガスが大量に含まれるのに対して楕円銀河にはほとんどガスが見られないことなど、様々な性質の違いが明らかになり、この考え方は否定されている。しかし、現在でもこの考え方に基づいて、ハッブル図上で相対的に左側にある銀河を「早期型」、右側の銀河を「晩期型」と呼ぶことは多い。